# Constancia subjetiva
La constancia subjetiva o constancia perceptual establece que la percepción de un objeto o la calidad del mismo se mantiene constante, a pesar de que nuestra sensación del objeto puede cambiar. Mientras que las características físicas del objeto se mantengan estables, nuestro sistema perceptual emplea mecanismos que se ajustan a los estímulos con la finalidad de interpretar el mundo exterior.

## Visual
Existen diferentes tipos de constancias porcentuales en la percepción visual:

Ilusión de Ponzo: La línea superior se percibe más grande que la línea inferior, no obstante ambas líneas son del mismo tamaño.

Constancia de tamaño: La constancia de tamaño es un tipo de constancia visual subjetiva. Dentro de cierto rango, la percepción que poseen las personas acerca de un objeto no se modificará, sin importar los cambios que puedan suceder en la distancia. La percepción de una imagen se mantendrá basada en el tamaño verdadero de las características porcentuales. De acuerdo con los principios ópticos para un mismo objeto, se establece que el tamaño de imagen sobre la retina cambiará conforme la distancia entre un objeto y quien lo observe se modifica. Cuando una persona está observando un objeto, el tamaño percibido de un objeto es similar al tamaño actual de dicho objeto aunque la distancia entre el observador y el objeto en cuestión cambie. No obstante, los sistemas sensoriales y porcentuales son susceptibles a verse afectados por el uso de ilusiones. La constancia de tamaño está relacionada con la distancia, la experiencia y el entorno. Algunos ejemplos de constancia de tamaño de observan dentro de la ilusión de Müller-Lyer y la ilusión de Ponzo. Otra ilusión que se experimenta en el día a día se trataría de la ilusión de la luna - mientras más cerca nos encontremos del horizonte más grande parecerá la luna. La percepción humana está, en gran parte, influenciada por el entorno; o bien, en otras palabras, tal percepción se verá afectada por el contexto en el que un objeto se encuentra.

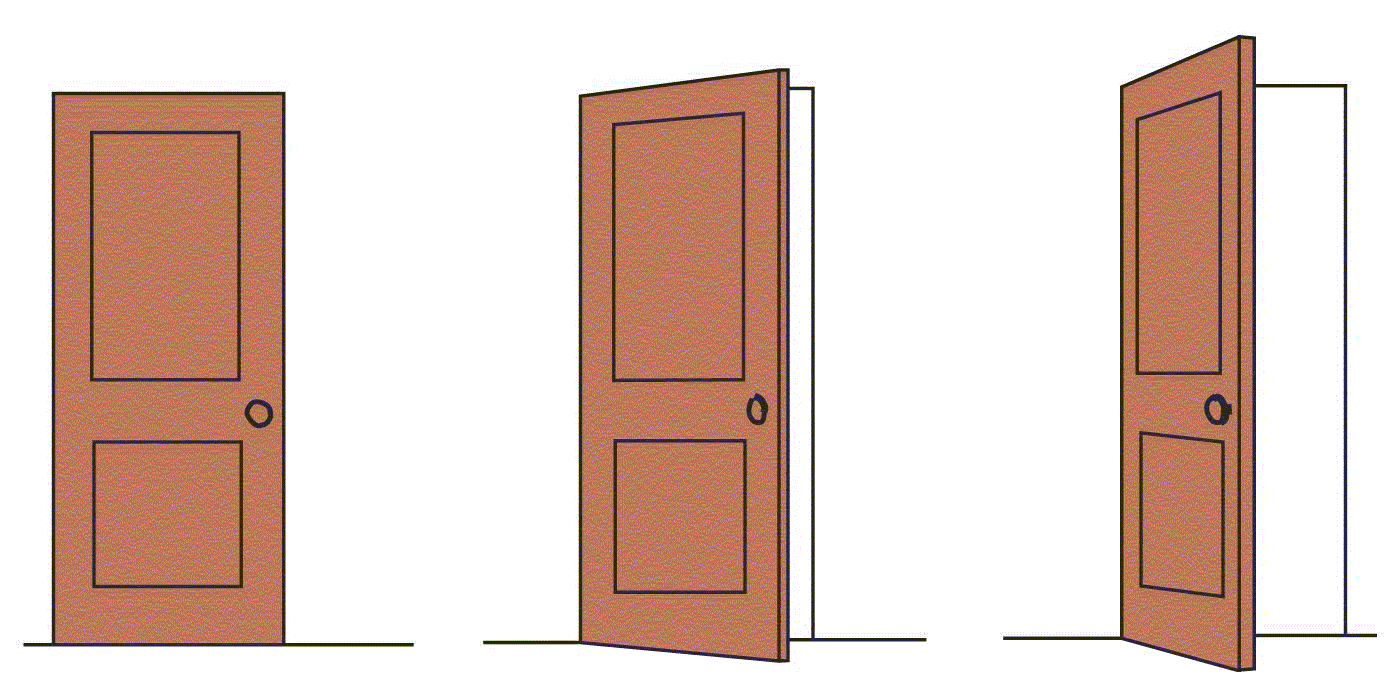
Constancia de forma: A este objeto se le percibe como una puerta rectangular en todo momento, a pesar de que dicha puerta cambia de posición y de figura al momento de abrirse. En otras palabras, la puerta rectangular adopta variedad de figuras distintas al abrirse, no obstante, continuamos percibiéndola como una puerta con forma rectangular.

- Constancia de forma: Es similar a la constancia del tamaño, dado que, en gran medida, depende de la percepción de la distancia.[4] Este tipo de constancia establece que no importa la orientación de un objeto (tal y como cuando una puerta se abre o se cierra) para que un objeto sea percibido como uno solo. Se percibe que el objeto cambia, pero después el objeto vuelve a percibirse como uno mismo. De acuerdo a Kanwisher & asociados, el área del cerebro que se especializa en la constancia de forma es la corteza extra estriada.[2]

- Constancia del color: Se trata de una característica del sistema de la percepción del color del ser humano, la cual permite que el color de un objeto se perciba de forma constante bajo condiciones variables.[5] Así mismo, la constancia del color se produce gracias a un ‘cálculo’ producido por un mecanismo que funciona de manera inconsciente dentro del sistema nervioso central.[6]

Los hechos que respaldan a los fenómenos de color-constancia implican que tendemos a requerir las discriminaciones de color finas con menor frecuencia que las discriminaciones de color brutas. Así mismo, cuando las discriminaciones de color brutas nos permiten enfocarnos en objetos de interés primordial, tendemos a 'pasar por alto las diferencias de forma sistemática' más allá del grado de finura necesario. El mecanismo que se encarga de 'pasar por alto las diferencias sistemáticamente' se trata del sistema de procesamiento de información del organismo, y el principio conforme el cual se lleva a cabo tal mecanismo establece que el sistema no expandirá su capacidad más allá de la medida necesaria al momento de llevar a cabo una tarea perceptual dada de acuerdo a las necesidades e intereses actuales del agente.Sayre, K.M. (1968). Toward a Quantitative Model of Pattern Formation. Simon and Schuster. p. pp. 149-152.
- La constancia de luminosidad se refiere a la constancia de la luminosidad de un objeto, independientemente de las cantidades variables de luz proyectadas sobre él. Detectamos, en el contexto del entorno de un objeto, las características de la propiedad física fija y, desde allí, la luminosidad permanece constante a pesar de los grandes cambios.[8] Véase también: Luminancia.[9]}}
- La constancia de distancia: se refiere a la relación entre la distancia aparente y la distancia física.[10] Un ejemplo de una ilusión que representa a la constancia de distancia sería la luna - cuando esta misma se encuentra cercana al horizonte, se percibe como si fuera más grande (constancia de tamaño)[8] y/o estando más cercana a la tierra de lo que en verdad está.[10]
- La constancia de ubicación se refiere a la relación entre el espectador y el objeto. Se percibe que un objeto estacionario permanece estacionario a pesar de que la retina detecta que el objeto cambia a medida que el espectador se mueve (debido al paralaje).  La constancia de la ubicación está muy influenciada por el contexto en el que se encuentra el objeto. Un ejemplo de esto sería mirar un automóvil estacionado mientras caminas hacia un edificio; El coche se percibe como si se quedara parado mientras avanzas.[11]

## Auditiva
- En la música, la constancia subjetiva comprende la identificación de un instrumento musical de manera constante,  reconociéndolo como un sonido musical propio ante cambios en el timbre del mismo instrumento, o bajo “condiciones de cambio en el tono y el volumen, en distintos entornos y con diferentes músicos”.[5]

- En el caso de la percepción del habla, la constancia subjetiva significa que las vocales o las consonantes son percibidas de forma constante como entidades propias y separadas. Las vocales y las consonantes serán percibidas con precisión y de forma constante aun cuando suenen de manera distinta debido a condiciones variables como lo serían el entorno fonético (coarticulación), la cadencia de voz, la edad de la persona que habla y su sexo, el dialecto de la persona que habla o su edad, entre otros factores.

## Explicación
Según el mismo Simon (1969), la ubicación del estímulo, aunque es irrelevante para la tarea, influye directamente en la selección de la respuesta debido a una tendencia automática a "reaccionar frente a la fuente de la estimulación". Aunque se han sugerido otras cuentas (cf. Hommel, 1993), las explicaciones del efecto Simon generalmente se refieren a la interferencia que se produce en la etapa de selección de respuesta de la toma de decisiones. Neurológicamente, podría haber afectación de la corteza prefrontal dorsolateral, así como de la corteza cingulada anterior, que se cree que es responsable de la vigilancia de conflictos. El efecto Simon muestra que la información de ubicación no puede ser ignorada y afectará la toma de decisiones, incluso si el participante sabe que la información es irrelevante.

Argumento lógico para la selección de respuesta: El desafío en el efecto Simón se dice que Ocurren durante la etapa de selección de respuesta de juicio. Esto se debe a dos factores que eliminan la etapa de identificación del estímulo y el estado de ejecución. En la etapa de identificación del estímulo, el participante solo necesita estar consciente cognitivamente de que un estímulo está presente. No se produciría un error en esta etapa a menos que tuviera una discapacidad visual o algún tipo de déficit de estímulo. Además, no se puede producir un error o demora durante el estado de ejecución porque ya se decidió una acción en la etapa anterior (la etapa de selección de respuesta) y no se realiza ninguna otra toma de decisiones (es decir, no puede realizar un cambio en su respuesta sin pasar por alto). De vuelta a la segunda etapa).

## Investigación
- Comparación de las habilidades perceptuales de los pacientes esquizofrénicos - A través de un estudio descubrió que la constancia de la distancia, la cual se encuentra íntimamente relacionada con la constancia del tamaño, se veía deteriorada en los pacientes con esquizofrenia. Se comparó la capacidad de constancia de distancia entre pacientes esquizofrénicos y un grupo de control (a cuyos integrantes se les  denominó como los “normales”). “Ante una capacidad de constancia de distancia disminuida, se observó que la percepción visual de los pacientes esquizofrénicos carecía de profundidad y se estableció que estos mismos perciben al mundo de manera más ‘plana’.[12]

- Constancia visual, auditiva y de distancia - En el ámbito de la investigación, los investigadores han explorado la relación que existe entre las respuestas visuales y auditivas y cómo estas mismas influyen en la constancia de distancia. Un estudio demostró que, a cierta distancia, el ojo se ve estimulado en cuanto se percibe un sonido, aun antes que el mismo oído experimente un estímulo.[13]